# Oksana Verevka
Oksana Aleksandrovna Verevka (Černihiv, 22 novembre 1977) è un'ex nuotatrice russa.

## Carriera
Fortemente specializzata nei misti, si è laureata campionessa europea sulla distanza dei 200 metri nel 1997.

## Palmarès
- Mondiali in vasca corta

Hong Kong 1999: bronzo nei 100m misti.
Mosca 2002: bronzo nei 200m misti.
- Europei

Siviglia 1997: oro nei 200m misti.
- Europei in vasca corta

Valencia 2000: argento nei 200m misti.
Antwerp 2001: bronzo nei 100m misti.